# Velika Osječenica
Die Velika Osječenica ist mit (1795 m) die höchste Erhebung des Gebirgsstocks Osječenica planina im Nordwesten von Bosnien und Herzegowina. Der Gebirgsstock, ein Teil des Dinarischen Gebirges, erstreckt sich zwischen der Polje von Bosanski Petrovac und den Flüssen Una und Unac. Der Gipfel bildet ein fast einen Kilometer langes Plateau mit Felsriffen.

## Flora
Die Flora wird als reich bezeichnet, insbesondere wurden Edelweiß beschrieben.

## Tourismus
Der Berg wurde im Jahr 1891 von dem Botaniker Franjo Fiala erforscht. Die erste touristische Besteigung soll 1965 stattgefunden haben. Der Berg kann von Bosanski Petrovac über Kolunić auf einem markierten Weg, vom Pass Oštrelj an der Hauptstraße von Bosanski Pertovac nach Drvar sowie von Martin Brod an der Una erreicht werden. Die Aussicht wird als lohnend bezeichnet.